# Vương quốc Sachsen
Vương quốc Sachsen (tiếng Đức: Königreich Sachsen), kéo dài từ năm 1806 và 1918, đã được một thành viên độc lập của lịch sử liên bang Napoleon thông qua- Napoleon Đức. Từ 1871 nó là một phần của Đế chế Đức. Trở thành một nhà nước tự do trong thời kì của Cộng hòa Weimar năm 1918 sau khi kết thúc Chiến tranh thế giới thứ nhất và sự thoái vị của vua Frederich Augustus III. Thủ đô là thành phố Dresden cho đến nay, nhà nước kế tục của nó là Bang tự do Sachsen.